# Квемо-Шакшакети
Квемо-Шакшакети (груз. ქვემო შაქშაქეთი) — село в Грузии, на территории Карельского муниципалитета края (мхаре) Шида-Картли.

## География
Село находится в центральной части Грузии, на левом берегу реки Пца, на расстоянии приблизительно 8 километров (по прямой) к северо-западу от города Карели, административного центра муниципалитета. Абсолютная высота — 659 метров над уровнем моря.

## Население
По результатам официальной переписи населения 2014 года в Квемо-Шакшакети проживал 271 человека (139 мужчин и 132 женщины). В национальной структуре населения грузины составляли 99,6 %, украинцы — 0,4 %.
| Год  | Население, человек |
| ---- | ------------------ |
| 2002 | 271                |
| 2014 | 271                |